# Aeroportul Burnie
Aeroportul Burnie (IATA: BWT, ICAO: YWYY) este un aeroport din Tasmania, Australia ce deservește zona Burnie⁠(d). Aeroportul a fost tranzitat în 2022 de 68.187 de pasageri. A fost numit după zona deservită.
Situat la o altitudine de 16 m, aeroportul dispune de o singură pistă.